# Jan Tondl
Jan Tondl (28. března 1907 – ???) byl český a československý generál, politik Komunistické strany Československa a poúnorový poslanec Národního shromáždění ČSR a Národního shromáždění ČSSR.

## Biografie
Ve volbách roku 1954 byl zvolen za KSČ do Národního shromáždění ve volebním obvodu Praha-venkov. Mandát získal i ve volbách roku 1960 (nyní již jako poslanec Národního shromáždění ČSSR za Středočeský kraj, podílel se na projednání ústavy ČSSR v roce 1960). V Národním shromáždění zasedal až do konce svého funkčního období, tedy do voleb v roce 1964.
V roce 1954 byl do parlamentu zvolen jako plukovník ČSLA. 4. května 1957 byl povýšen do hodnosti generálmajora. Uvádí se tehdy jako plukovník a náčelník Krajské vojenské správy Praha.
Zastával i stranické posty. XI. sjezd KSČ ho zvolil za člena Ústřední revizní komise KSČ. XII. sjezd KSČ, XIII. sjezd KSČ a XIV. sjezd KSČ ho zvolil na post člena Ústřední kontrolní a revizní komise KSČ.